# Базилика Святой Девы Альтаграсии
Базилика Святой Девы Альтаграсии — римско-католический собор в центральной части города Игуэй, малая базилика с 1971 года. Наиболее почитаемое место паломничества в Доминиканской республике, яркий памятник архитектуры модернизма. Кафедра епископа Нуэстра-Сеньора-де-ла-Альтаграсия-эн-Игуэя.
Возникновение в 1572 году первой церкви на этом месте связано с легендой об образе Богоматери в апельсинах. В 1502 году двое братьев, испанских колонистов из Пласенсии привезли с собой на остров Гаити икону Пресвятой Девы. Несколько раз икона исчезала из дома и обнаруживалась на апельсиновом дереве. Именно здесь и была заложена церковь, ставшая первой на острове, посвящённой Деве Марии.
Строительство современной церкви было начато в 1954 году по решению первого игуэйского епископа Хуана Феликса Пепена. Архитекторами, победившими в международном конкурсе, стали Андре-Жак Дюнуайе де Сегонзак, Пьер Дюпре и Пьер Домино. 21 января 1971 года президент Доминиканской республики Хоакин Балагер торжественно открыл храм, вскоре ставший собором епархии Нуэстра-Сеньора-де-ла-Альтаграсия-эн-Игуэя.
Базилика имеет в плане форму латинского креста. Ансамбль параболических арок разных размеров во главе с центральной — 80-метровой, увенчанной крестом, — придаёт зданию лёгкость и устремлённость ввысь. Силуэт бетонно-серой базилики на фоне синего неба символизирует Пресвятую Деву, склонившуюся над колыбелью младенца Христа с молитвенно сложенными руками.
Храм рассчитан на три тысячи прихожан, однако для паломников, которых в большие праздники прибывает гораздо больше, вокруг устроены крытые галереи.
Бронзовые парадные врата украшены позолоченными барельефами на библейские сюжеты. Большие витражные окна освещают треугольные бетонные своды яркими цветами. На алтаре символический апельсин из красного дерева, в его ветвях — икона XVI века в золотой раме тонкой работы, икрустированной бриллиантами и изумрудами. Святая Дева Альтаграсии безмятежным и любящим взглядом взирает на новорождённого младенца в яслях, голова его окружена сиянием и двенадцатью звёздами. Святой Иосиф стоит справа и немного поодаль, наблюдая, а с другой стороны светит Вифлеемская звезда.